# Архиепархия Пуатье
Архиепархия Пуатье (лат. Archidioecesis Pictaviensis, фр. Archidiocèse de Poitiers) — архиепархия-митрополия Римско-католической церкви в церковной области Юго-Запад во Франции. Почётный епископ — Альбер-Жан-Мари Руэ.
Клир епархии включает 297 священников (261 епархиальный и 36 монашествующих священников), 33 диакона, 53 монаха, 535 монахинь.
Адрес епархии: 44 rue Jean-Jaures, 86035 Poitiers CEDEX, France.

## Территория
В юрисдикцию епархии входит 604 приходов в департаментах Вьен и Де-Севр.
Кафедра архиепископа находится в городе Пуатье в церкви Святого Петра.
В церковную провинцию митрополии Пуатье входят:
- Архиепархия Пуатье;
- Епархия Ангулема;
- Епархия Ла-Рошели;
- Епархия Лиможа;
- Епархия Тюля.

## История
Кафедра Пуатье была основана в III веке, и вначале являлась епископством-суффраганством архиепархии Бордо. Список архиереев, занимавших кафедру Пуатье, был составлен около XII века. В нём перечислены имена двенадцати епископов, предшественников святого Илария. Исследователи, в частности Луи Дюшен, не сомневаются в историческом существовании этих епископов, но неясно были ли они действительно епископами Пуатье. Таким образом, первым епископом Пуатье, о котором можно утверждать это уверенно, был святой Иларий.
В 312 году при соборе в Пуатье была основана школа. Одним из выпускников этой школы в VI веке был святой Венанций Фортунат, епископ Пуатье и известный церковный писатель.
В IX—X веках епархия уступила часть своей территории епархиям Нанта и Анжера.
13 августа 1317 года на территории, заимствованной у епархии Пуатье, были основаны епархии Люсон и Мейзе.
Король Карл VII основал Университет в Пуатье в противовес Университету в Париже, принявшему сторону Генриха VI, короля Англии. 28 мая 1431 года Папа Евгений IV утвердил основание университета папской буллой.
15 апреля 1583 года при епископе Жоффруа де Сен-Белене во всей епархии был принят римский обряд.
29 ноября 1801 года, после заключения конкордата, территория епархии была расширена и включила в себя часть упразднённой епархии Сента.
1 сентября 1974 года приход в Пюи-Сен-Бонне, который с 1 сентября 1973 года оказался в составе департамента Мэн и Луара, был передан епархии Анжера.
8 декабря 2002 года епархия Пуатье была возведена в ранг архиепархии-митрополии.

## Ординарии архиепархии
| - святой Агон; - святой Иларий (349 — 13.01.367); - Пасценций I; - Квинкциан; - святой Геласий; - святой Анфимий; - Перенний; - Мигеций; - Лупицин I; - Пелагий; - Лупицин II; - Лупицин III; - Эсико I; - Эсико II - Антоний; - святой Максент (515); - Адельфий (533); - Элапсий; - Даниэль (упоминается в 541); - святой Пиенций Пуатевинский (555/557 — 561); - святой Пасценций II (после 561); - Маровей (573—594); - Платон (594—599); - святой Венанций Фортунат (599—607); - Карегизил (упоминается в 614); - Энноальд (614—616); - Иоанн I (616—627); - Дидон (655—673); - Ансоальд (674/676 — около 697); - Эпархий; - святой Максимин; - Гауберт; - Годон де Рошешуар (упоминается в 757); - Магниберт; - Бертольд; - Бенедикт; - Иоанн II; - Бертранд I (упоминается в 785); - Сигебранд (818—830); - Фридеберт (упоминается в 834); - Эброин (839 — 18.04.858); - Энгенольд (860—871); - Фротье I; - Экфруа (876—900); - Фротье II (900—936); - Альбоин (936/937—963/964); - Пьер I (963/964—975); - Гизлеберт (975—1018); - Иземберт I (1021—1047); - Иземберт II (1047—1086); - святой Пьер II (1087 — 04.04.1115); - Гильом Жильбер (1117—1123); - Гильом Аделельм (1124 — 06.10.1140); - Гримоард (1140—1140); - Гильберт Порретанский (1142 — 04.09.1154); - Кало (1155 — 04.11.1157); - Лоран (1159 — 28.03.1161); - Жан Белль-мен (1162—1181) — назначен архиепископом Лиона; - святой Гильом Тампье (1184 — 29.03.1197); - Адемар дю Пера (1197/1198 — 1198); - Морис де Блазон (21.12.1198 — 1214); - Гильом Превост (1217—1224); - Филипп Баллео (1224—1234) | - Жан де Мелён (1235 — 11.09.1257); - Юг де Шатору (1259 — 14.10.1271); - блаженный Готье де Брюж (04.12.1279 — 1306) — францисканец; - Арно д’О (04.11.1306 — 23.12.1312) — назначен епископом Альбано; - Фор д’О (29.03.1314 — 08.03.1357); - Жан V де Льё (27.11.1357 — 1362); - Раймон (19.12.1362 — 1362/1363); - Эмери де Мон (04.06.1363 — 03.03.1370); - Ги де Малезек (09.04.1371 — 20.12.1375); - Бертран де Момон (09.01.1376 — 12.08.1385); - Симон де Крамо (24.11.1385 — 17.03.1391) — стал латинским антипатриархом Александрии; - Луи д’Орлеан (17.03.1391 — 1395) — назначен епископом Бове; - Итье де Марёй (02.04.1395 — 1405); - Жерар де Монтегю (27.09.1403 — 24.07.1409) — назначен епископом Парижа; - Пьер Труссо (11.09.1409 — 02.05.1413) — назначен архиепископом Реймса; - Симон де Крамо (14.04.1413 — 15.12.1422) — вторично, апостольский администратор; - Луи де Бар (03.03.1423 — 14.02.1424) — апостольский администратор; - Юг де Комбарель (14.02.1424 — 1438); - Гильом Гуж де Шарпень (15.12.1441 — 1445); - Жак Жувенель дез Юрсен (03.03.1449 — 12.03.1457); - Леон Герине (1457 — 15.04.1462) — назначен епископом Фрежюса; - Жан дю Белле (15.04.1462 — 03.09.1479); - Гильом де Клюньи (26.10.1479 — 1480); - Пьер III д’Амбуаз (21.11.1481 — 01.09.1505) — бенедиктинец; - Жань-Франсуа де Ла Тремоиль (05.12.1505 — 19.06.1507) — апостольский администратор; - Клод де Юссон (10.09.1507 — 1521); - Луи де Юссон (23.08.1521 — 1532); - Габриель де Грамон (13.01.1532 — 26.03.1534); - Клод де Лонгви де Живри (29.04.1534 — 30.01.1551) — апостольский администратор; - Жан д’Амонкур (1551); - Шарль де Перюсс де Кар (15.03.1560 — 1569) — назначен епископом Лангра; - Жан дю Фе (03.03.1572 — 05.11.1578) — бенедиктинец; - Жоффруа де Сен-Белен (27.03.1577 — 21.11.1611) — цистерцианец; - Анри-Луи Шастенье де Ла Рош-Позе (19.03.1612 — 30.07.1651); - Антонио Барберини (16.08.1653 — 27.06.1657) — антиепископ, назначен архиепископом Реймса; - Жильбер Клерамбо де Паллюо (01.04.1658 — 04.01.1680); - Ардуэн Фортен де ла Огетт (15.07.1680 — 21.01.1692) — назначен архиепископом Санса; - Франсуа-Игнас де Бальон дю Сайян (23.11.1693 — 26.01.1698); - Антуан Жирар де Борна (15.09.1698 — 08.03.1702); - Жан-Клод де Ла Пуап де Вертриё (25.09.1702 — 03.02.1732); - Жан-Луи де Фудра де Куртене (03.02.1732 — 13.08.1748); - Жан-Луи де Ла Мартони де Коссад (21.04.1749 — 12.03.1759) — назначен епископом Меца; - Марсьяль-Луи де Бопуаль де Сен-Олер (09.04.1759 — 1798); - Рене Лесев (27.02.1791 — 23.04.1791) — антиепископ; - Sede vacante (1798—1802); - Люк-Жан-Батист Байи (30.09.1802 — 08.04.1804); - Доминик Дюфур де Прадт (17.12.1804 — 12.05.1808) — назначен архиепископом Мехелена; - Сильвестр-Антуан Брагуз де Сен-Совёр (1809); - Жан-Батист де Буйе (08.08.1817 — 14.01.1842); - Жозеф-Эме Гиттон (22.02.1842 — 07.05.1849); - кардинал Луи-Эдуард-Франсуа-Дезире Пье (23.05.1849 — 18.05.1880); - Жак-Эдме-Анри-Филадельф Белло де Миньер (02.12.1880 — 15.03.1888); - Андре-Юбер Жюто (05.06.1888 — 25.11.1893); - Анри Пельже (29.01.1894 — 31.05.1911); - Жозеф-Мари-Луи Эмбреш (01.09.1911 — 14.09.1918) — назначен архиепископом Безансона; - Мари-Огюстен-Оливье де Дюрфор де Сиврак де Лорж (03.09.1918 — 22.12.1932); - Эдуард-Габриель Месган (07.12.1933 — 04.08.1956); - Анри-Луи-Туссен Вьон (04.08.1956 — 05.07.1975); - Жозеф-Жан-Мари Розье (05.07.1975 — 12.06.1994); - Альбер-Жан-Мари Руэ (12.06.1994 — 12.02.2011); - Паскаль Винцер (13.01.2012 — 06.08.2024); - Жером Даниэль Бо (14.01.2025 — по настоящее время). |  |

## Статистика
На январь 2012 года из 778 171 человек, проживающих на территории епархии, католиками являлись 659 000 человек, что соответствует 84,7 % от общего числа населения епархии.
| год  | население | население | население | священники | священники        | священники         | священники                           | постоянные диаконы | монахи  | монахи  | приходы |
| год  | католики  | всего     | %         | всего      | белое духовенство | черное духовенство | число католиков на одного священника | постоянные диаконы | мужчины | женщины | приходы |
| ---- | --------- | --------- | --------- | ---------- | ----------------- | ------------------ | ------------------------------------ | ------------------ | ------- | ------- | ------- |
| 1950 | 580.000   | 613.487   | 94,5      | 792        | 666               | 126                | 732                                  |                    | 152     | 1.703   | 643     |
| 1970 | 632.000   | 666.718   | 94,8      | 729        | 606               | 123                | 866                                  |                    | 168     | 1.105   | 605     |
| 1980 | 665.000   | 698.000   | 95,3      | 543        | 456               | 87                 | 1.224                                | 2                  | 129     | 851     | 604     |
| 1990 | 693.000   | 716.000   | 96,8      | 437        | 379               | 58                 | 1.585                                | 20                 | 117     | 1.015   | 604     |
| 1999 | 672.610   | 725.942   | 92,7      | 314        | 300               | 14                 | 2.142                                | 25                 | 47      | 699     | 604     |
| 2000 | 670.000   | 744.342   | 90,0      | 306        | 294               | 12                 | 2.189                                | 26                 | 27      | 674     | 604     |
| 2001 | 669.000   | 743.416   | 90,0      | 303        | 290               | 13                 | 2.207                                | 26                 | 44      | 665     | 604     |
| 2002 | 669.000   | 743.411   | 90,0      | 291        | 279               | 12                 | 2.298                                | 27                 | 45      | 595     | 604     |
| 2003 | 670.000   | 743.417   | 90,1      | 277        | 268               | 9                  | 2.418                                | 30                 | 39      | 558     | 604     |
| 2004 | 670.000   | 743.417   | 90,1      | 297        | 261               | 36                 | 2.255                                | 33                 | 53      | 535     | 604     |